# Liga Regional Paivense de Fútbol
La Liga Regional Paivense de Fútbol (cuyas siglas son LRPF) es una de las Ligas regionales de fútbol en Argentina y es una entidad que aglutina y organiza la práctica deportiva del fútbol oficial en la ciudad de Laguna Paiva y alrededores.
Tiene sede en la ciudad de Laguna Paiva y en la actualidad es presidida por Eneas Cencha.

## Historia
La Liga Regional Paivense de Fútbol fue fundada en el año 1932, un año después de la Liga Santafesina, y el mismo año que la Liga Esperancina, obteniendo su personería jurídica en el año 1951, disputándose como liga federada a la AFA hasta el año 1973, durante estos años, la liga tuvo momentos de brillo memorables, con jugadores que eran pretendidos por los grandes clubes de la provincia, llegando a superar en cancha de Unión de Santa Fe a la selección de la Liga Santafesina que incluía jugadores de Unión y Colón de Santa Fe. 
Con el declinamiento iniciado a principios de los sesenta en la industria nacional, luego de una época pujante posterior a la posguerra, el desarraigo y la emigración de los jóvenes de la región hacia el sur de la provincia, (Villa Constitución) y norte de Buenos Aires (San Nicolas), como así también, a la Patagonia, (Rawson, Sierra Chica, Trelew, Comodoro Rivadavia), los clubes participantes comenzaron a ser diezmados en sus jugadores, pero como así también en cantidad de colaboradores y socios.
En los principios de los setenta, la situación era complicada y la liga estaba debilitada, pero aun así, los estatutos de la AFA eran benévolos, ya que reconocía el status de liga federada, con solo cuatro clubes afiliados, pero el pesimismo y falta de consenso entre los pocos clubes subsistentes, hizo que no pudieran consensuar un minitorneo, y directamente, la liga no se disputó, y ni siquiera, se disolvió oficialmente.
Los clubes que no se disolvieron, (la liga llegó a tener alrededor de quince clubes) optaron por disolver el fútbol, o se afiliaron a las Ligas Esperancina o Santafesina, la jurisdicción de la suspendida Liga Paivense nunca se arraigó definitivamente, ya que en los 35 años que no se disputó, alternó en varias ocasiones entre las Ligas Esperancina y Santafesina, e incluso se dividió entre ambas. 
En el año 2008 se inicia una liga con clubes de Laguna Paiva y Recreo, con mucha voluntad y mucha improvisación, se logra desarrollar un torneo de cuatro equipos, a una rueda y con recursos modestos, casi ínfimos, se logra culminar este primer paso, curiosamente 35 años después de ser suspendida por no poder acordar entre 4 equipos, se logra retomar con cuatro clubes, al año siguiente ya se contabilizan 7 clubes, actualmente son 12 equipos, pero muchos han sido los que han pasado en estos años, algunos, luego de afianzarse institucionalmente en base al proyecto de la LRPF, migraron a ligas federadas, otros, simplemente desaparecieron, esto demuestra lo difícil de poder mantener un club en actividad, y mucho más una liga.
Hoy la Liga Regional Paivense de Fútbol comprende la zona geográfica del centro norte del departamento La Capital, departamento Garay y el sur del departamento San Justo. 
El fundamento de todos los clubes participantes tiene que ver con el sentido social de los clubes en los barrios, especialmente en barrios o zonas desprotegidas ante los flagelos actuales que acechan a los niños y jóvenes, tales como lo son las adicciones. Busca fomentar la disciplina y responsabilidad, la conciencia social, la superación personal, y el sentido de pertenencia con las instituciones, el barrio, y su localidad.} 
Participan este año alrededor de 2000 jugadores entre 6 y 25 años que desde mayo hasta noviembre tienen una actividad de competencia, integración y sociabilización programada, la LRPF no tienes fines de lucro, no recibe subsidios, ni ayudas oficiales para subsistir, siendo la única liga zonal que cuenta con 5 categorías inferiores y dos mayores en la región 
La institución que rige el fútbol argentino aprobó su re-afiliación el 12 de diciembre de 2016

## Equipos afiliados
| Equipo                                               | Ciudad                  | Año de Fundación | Provincia |
| ---------------------------------------------------- | ----------------------- | ---------------- | --------- |
| Polideportivo Llambi Campbell                        | Llambi Campbell         | 1990             | Santa Fe  |
| Club Social Central Oeste                            | Recreo                  | 2018             | Santa Fe  |
| Club Atlético Arroyo Leyes                           | Arroyo Leyes            | 1998             | Santa Fe  |
| Club Atlético Los Anguya                             | Cayastá                 | 1949             | Santa Fe  |
| Club Atlético Deportivo El Pirata                    | Colonia Los Zapallos    | 2013             | Santa Fe  |
| Club Atlético Central Helvecia                       | Helvecia                | 1948             | Santa Fe  |
| Club Social y Deportivo Almafuerte                   | Helvecia                | 1964             | Santa Fe  |
| Club Atlético Estrellas de Talleres                  | Laguna Paiva            | 1966             | Santa Fe  |
| Club Atlético y Centro Recreativo Colón              | Emilia                  | 1923             | Santa Fe  |
| Club Deportivo, Social y Cultural General San Martin | Monte Vera              | 1975             | Santa Fe  |
| Club Polideportivo Videla                            | Videla                  | 1925             | Santa Fe  |
| Club Atlético Miramar                                | Arroyo Aguiar           | 1948             | Santa Fe  |
| Club Polideportivo Santa Rosa de Calchines           | Santa Rosa de Calchines | 2019             | Santa Fe  |
| Halcones Fútbol Club                                 | Santa Fe                | 2017             | Santa Fe  |

## Campeones por año
| Temporada | Campeón           |
| --------- | ----------------- |
| 2016      | San Martín        |
| 2017      | Central Helvecia  |
| 2018      | Central Helvecia  |
| 2019      | San Martín        |
| 2023      | Polideportivo LLC |
| 2024      | Polideportivo LLC |

## Palmarés
| Equipo           | Ciudad          | Campeonatos | Años de campeonatos |
| ---------------- | --------------- | ----------- | ------------------- |
| Polideportivo    | Llambi campbell | 2           | 2023, 2024          |
| San Martín       | Monte Vera      | 2           | 2016, 2019          |
| Central Helvecia | Helvecia        | 2           | 2017, 2018          |

- Datos: Q62816345